# Ferocactus latispinus
Ferocactus latispinusa
Espèce
Ferocactus latispinus est une espèce du genre Ferocactus de la famille des Cactaceae. Elle est originaire du Mexique dans les états de Durango, Zacatecas et Aguascalientes.
Décrite comme Cactus latispinus en 1824 par le botaniste anglais Adrian Hardy Haworth, elle a reçu son nom actuel en 1922 avec la création du genre Ferocactus.

## Étymologie
L'étymologie souligne l'importance des fortes épines. Ferocactus correspond à Cactus féroce. Latispinus vient du latin Latus (= fort) et Spinus (= épine).

## Description
Elle se présente comme une plante globulaire isolée jusqu'à 30 cm de hauteur et 40cm de diamètre avec 21 côtes marquées.
L'aspect le plus marquant est constitué par les épines recourbées. Elles peuvent atteindre 4 cm de long et sont de couleurs rougeâtres, beiges ou blanches.
Les fleurs dans des tons pourpres ou jaunes apparaissent à la fin de l'automne ou au début de l'hiver.

## Sous-espèces
Elles sont différenciées par leur nombre d'épines sur chaque aréole :
- Ferocactus latispinus subsp. latispinus — 9 à 15 épines radiales [1].
- Ferocactus latispinus subsp. spiralis — 5 à 7 épines radiales.

## Culture
Elle est facile à cultiver comme plante ornementale avec les soins appliqués aux cactus en général : une terre bien drainée, du soleil, peu d'eau et pas du tout en hiver. Elle peut supporter une température de -4 °C si elle est totalement au sec, mais s'accomode mieux d'une température hivernale de 10 °C.

## Synonymes
- Ferocactus recurvus. Il est cependant parfois considéré comme une espèce distincte.
- Bisnaga recurva.